# 寄留
寄留（きりゅう）とは、知人宅等に一時的に身を寄せること。または、日本の旧法令で、90日以上本籍外において一定の場所に住所または居所を有することである（寄留法第1条）。
1952年（昭和27年）の住民登録法（後の住民基本台帳法）の施行とともに、寄留法は廃止され寄留という制度は全く存在しなくなった。
以下の説明は、寄留法が効力を有していた際のものであり、現在は有効でない。

## 制定経緯および制度の対象
寄留は、戸籍制度を補充し、内地および樺太にある内外人民の所在を明確にする、重要な制度であるとされた。明治以来、太政官布告（明治4年・1869年）、内務省令（1886年・明治19年）その他によって調整されたが、これらを修正するかたちで1914年に寄留法（大正3年法律27号）が制定された。これにともなって関係法令として、寄留手続令（大正3年勅令226号）および寄留手続細則（大正3年司法省令10号）ができた。
寄留に関するこの3法令は、内地および樺太に施行され、朝鮮、台湾、南洋諸島、関東州、満鉄附属地などの帝国領には実施されない。ただし内地、樺太にある者は、その国籍にかかわらず、その適用を受ける。第1条の「本籍ヲ有セザル者」とは、たとえば日本国籍保有者であるが台湾人、朝鮮人などを指し、また「日本ノ国籍ヲ有セザル者」とは、たとえば外国人を意味するとされた。
上述のとおり、寄留は90日以上本籍外において一定の場所に住所または居所を有することであるから、本籍所在の市町村内にある場合であっても、住所または居所が本籍地以外にある場合は寄留となる。一定の場所であるから、たとえば船舶のような移動するものの中に住所または居所を定めても寄留とはいいがたいとされた。

## 事務手続と義務・罰則
寄留に関する事務は国家行政事務に属するものの市町村長の管掌であるが、その事務の監督は司法行政においておこなわれる。寄留事務の監督、市制第6条および82条第3項の市または市制市町村制施行地域外における寄留に関するものは戸籍法における規定が準用される（寄留法2条）。
住所と居所とをそれぞれ別に有する者は、住所における寄留（住所寄留）と居所における寄留（居所寄留）との両者を有することになる。
居所寄留を住所外の寄留といった。居所寄留をしても住所寄留は消滅しないが、すでに居所寄留をしていた者があらたに別に居所寄留をしたときは、従来の居所寄留は失われる。
寄留をした者は市町村長に届出る義務を課せられる。これに違反すると、5円以下の過料という制裁を受けねばならない。届出機関は各種の届出によって異なる（寄留手続令31条ないし37条および40条）。すなわち、住所または居所を定めた日から14日内、寄留者が同一市町村内において寄留の場所を変更したときは10日内、寄留者が本籍または住所に復帰したときは復帰の日から10日内、寄留者がその住所を居所に、居所を住所に変更したときは10日内、寄留簿記載事項に変更を生じたとき（ただし寄留手続令第14条1項および上述の場合ならびに行政区画、土地の名称または地番号変更の場合をのぞく）は10日内、寄留者が寄留の場所を退去した場合に原寄留地の市町村長が寄留簿の記載をなしたとき、その通知を受けるべき者が寄留者の退去後20日内にその通知を受けないときは以後10日内に届出をなさなければならない。なお樺太においては上の届出期間はこの2倍とする。
寄留者があらたに寄留の場所を定めず寄留地を退去し、または朝鮮、台湾島、関東州、南洋群島もしくは外国に居住する目的をもって寄留地を退去するときはあらかじめその旨届出ることを要する。
届出義務者は原則として寄留者本人であるが、世帯主は家族または僕婢などの同居人の届出をも同時におこなわなければならない。また下宿屋、寄宿舎など多数人の同居を目的とする場屋にかんしてはその場屋管理者が同居人の寄留を届出る義務を負う。届出の方法は口頭でもよいが、実際は書面でおこなうのが通常である。また借地人は地主の、借家人は家主の、承認または証明を必要とするのが例であった。

## 寄留簿
寄留簿の編製は寄留の場所の地番号の順序に行なわれ、世帯を同じくする者は世帯主を本として一用紙を備え、これに1世帯の全員を記載することによって世帯ごとに編製される。ただし、たとえば大字が複数ある場合その順序は戸籍編綴の順序と同じである。
寄留簿には住所寄留簿と居所寄留簿とがある。寄留簿の記載、更正および抹消は寄留手続令第5条ないし第10条、第14条ないし第16条および第19条、寄留手続細則第11条その他に規定されている。
寄留の関する事項の記載は正確を期するものであるが、たんに届出によるものであるから記載と事実とが異なるおそれがあるため、職権で記載すべきであるとされる（寄留法1条2項）。寄留者の本籍地の市町村長はその者の戸籍に寄留手続令11条の用紙を添付し、これに寄留者の氏名、寄留の場所が住所であるか居所であるかを記載しなければならない。この寄留簿および第11条の用紙は公示すべきものであって、一定の手数料を納付すれば閲覧または謄本もしくは抄本の交付を請求することができる。
寄留簿、第11条の用紙は必要のあるときは市町村長が地方裁判所長の許可を得て改製することができる。